# Північний Вазиристан
Північний Вазиристан (урду شمالی وزیرستان), (англ. North Waziristan) — агенція Федерально керованих племінних територій, Ісламської Республіки Пакистан з центром у місті Міраншах. Площа 11 585 км². Населення 361 246 чоловік (1998). Тисячі пакистанських цивільних осіб було переміщено до цього агентства під час військових операцій проти бойовиків у Південному Вазиристані у 2009 році.

## Військова операція
29 жовтня 2010 року, міністр закордонних справ Пакистану, Шах Махмуд Куреші зробив заяву, що 35-тисячне угрупування пакистанських військ готове у будь-який момент почати наступ проти талібів у Північному Вазиристані.
Цю заяву було зроблено за кілька днів після того, як державний секретар США Гілларі Клінтон заявила про те, що Вашингтон виділить 2 мільярди доларів Пакистану в рамках проекту фінансової допомоги країні у боротьбі з тероризмом.
Сполучені Штати наполягають на проведенні наземної операції, оскільки Північний Вазиристан є оплотом для терористичного руху Талібан.
17 січня 2011 року Пакистан офіційно відмовив Вашингтону у проведенні військової операції в Північному Вазиристані. Як повідомив Ашфак Кайані — почнеться тільки тоді, коли сама пакистанська влада вважатиме за необхідне. На даний момент в цьому агентстві вже знаходяться 38 000 солдат пакистанської армії та прикордонного корпусу, однак як відзначають експерти — повномасштабні воєнні дії у Північному Вазиристані будуть серйозним випробуванням для них.